# Fokker G.1
Фокер G.1 (нидерл. Fokker G.1) — голландский многоцелевой двухмоторный самолёт, моноплан смешанной конструкции двухбалочной схемы с закрытой кабиной и убирающимся шасси с хвостовым колесом. Применялся как дневной истребитель и разведчик. Разработан в КБ фирмы «Fokker» под руководством Эрих Шацки. Первый полет опытного экземпляра состоялся 16 марта 1937 года.
Серийное производство на заводе «Фоккер» в Амстердаме начато в апреле 1939 года — первый серийный самолёт поднялся в воздух 11 апреля 1939 года. Состоял на вооружении в Нидерландах с сентября 1939 года. Всего изготовлено по разным данным от 61 до 63 экз.

## Проектирование
Опытный экземпляр самолёта, который ещё даже не полетел, был показан в ноябре 1936 года на Парижском авиасалоне, где вызвал сенсацию. За мощное вооружение он получил от французских журналистов прозвище Лё Фошёр (фр. Le Faucheur) — «Жнец». На экспортный вариант самолёта G.IB последовали заказы от Финляндии (26 машин), а позже Эстонии (9 машин), Швеции (18 машин) и республиканской Испании (12 машин). По поводу соглашения о лицензионном производстве велись переговоры с Данией и венгерской компанией Манфред Вайс (Manfred Weiss). В январе 1939 года Дания за 70 000 флоринов успела купить лицензию на производство 12 истребителей и даже приступила к строительству первого экземпляра, приостановленного на стадии готовности 70 % в связи с немецким вторжением.
Первый полет самолета состоялся 16 марта 1937 года и взлетевший прототип был оснащен двумя радиальными двигателями с противоположным направлением вращения Hispano Suiza 80-82 мощностью 750 л. с. Проблемы с этими двигателями привели к замене на американские двигатели такой же мощности Pratt & Whitney R-1535-SB4-G Twin Wasp Junior. До этого самолёт успели продемонстрировать голландским ВВС, где он вызвал значительный интерес, приведший в конце того же года к заказу на 36 самолётов под обозначением G.IA.

## Производство
Для решения проблемы с запчастями, заказчик оговорил, что для унификации с другими машинами заказанными для ВВС Голландии (бомбардировщик Fokker T.V и истребитель Fokker D.XXI) на самолёт следует поставить двигатель Bristol Mercury VIII, которым они также оснащались. Нехватка данных двигателей привела к задержке выпуска. Первый серийный самолёт поднялся в воздух только 11 апреля 1939 года. Он оставался на заводе-изготовителе для производственных испытаний и модификаций, а первая поставка состоялась только 10 июля 1939 года.

## Экспорт
Из заказанных машин для зарубежных ВВС Голландское эмбарго на экспорт оружия перед Второй мировой войной сразу же аннулировало испанский заказ. Реально успели приступить к изготовлению партии самолётов для Финляндии, когда началась война и был наложен запрет на их экспорт. После длительных переговоров экспорт самолётов, получивших обозначение G.IB был разрешен 17 апреля 1940 года. К тому времени 12 самолётов были уже завершены, но на них не было установлено вооружение, а вскоре начавшееся наступление вермахта сорвало поставку и этих самолётов. Немцы захватили завод компании Фоккер, и впоследствии использовали их в качестве учебных истребителей.

## Модификации
- G.1A — вариант для ВВС Нидерландов с моторами Bristol Mercury VIII и вооружением 2×20 мм пушки + 2×7,9 мм пулемета вперед и 1х7,9 пулемет назад.
- G.1В — экспортный вариант с моторами Pratt & Whitney R-1535-SB4-G Twin Wasp Junior и вооружением: 4×7.9 мм пулемета вперед и 1×7.9 мм пулемета назад.

## Боевое применение
Когда 10 мая 1940 года Германия напала на Голландию, у последней на вооружении состояло 23 самолёта Fokker G.I: 12 единиц — в составе четвёртой истребительной группы (4 JaVa) в Алкмаре и 11 машин — в составе третьей истребительной группы (3 JaVa) в Роттердаме/Ваальхавене. Самолёты Fokker G.I уничтожили несколько немецких транспортных Ju 52/3m на первых этапах германского вторжения, но к пятому дню, когда Голландия прекратила сопротивление, в строю оставался только один самолёт.
Производство самолёта продолжалось после захвата страны немцами. Построенные машины также использовались люфтваффе в качестве учебных.
Снят с производства в апреле 1941 года, видимо после окончания заделов. Летные заводские испытания самолётов проводились под наблюдением немцев, но 5 мая 1941 года двоим голландским пилотам удалось ускользнуть от немецкого эскорта в Англию. Там самолёт G.IB (из финской партии) был передан в Королевский авиационный научно-исследовательский институт, Фарнборо, для испытаний и впоследствии использовался для изучения деревянных конструкций.
Ни один из самолётов не уцелел к концу войны.